# Technischer Beitrag
Der Begriff „technischer Beitrag“ ist ein unbestimmter, durch die Rechtsprechung eingeführter Rechtsbegriff aus dem Patentrecht, der patentierbare von nicht patentierbaren Softwareerfindungen (so genannte computerimplementierte Erfindungen) abgrenzen soll. Der früher ausschlaggebende Begriff der Technizität wurde durch den nun geforderten technischen Beitrag in den Hintergrund gedrängt.
Der Begriff „technischer Beitrag“, der im europäischen Patentrecht entwickelt wurde, nahm auch im EU-Richtlinienentwurf für computerimplementierte Erfindungen eine zentrale Stellung ein. Der BGH hat den Ansatz aufgenommen, indem er regelmäßig fordert, dass eine computerimplementierte Lehre nur dann patentfähig ist, wenn sie die Lösung eines konkreten technischen Problems mit technischen Mitteln zum Gegenstand hat.
Ob ein Computerprogramm einen technischen Beitrag leistet oder nicht, soll nach Ansicht der Technischen Beschwerdekammern bei der Prüfung der Erfindungshöhe geprüft werden.
Der Begriff technischer Beitrag sollte bei der Richtlinie zur Patentierbarkeit computerimplementierter Erfindungen als unbestimmter Rechtsbegriff eingeführt werden, der durch die Rechtsprechung auszufüllen wäre. Der Gesetzgeber greift immer dann auf einen unbestimmten Rechtsbegriff zurück, wenn sich eine allgemeine Regelung aufgrund der Komplexität des zu regelnden Themas verbietet. Der Richtlinienentwurf wurde aber mit großer Mehrheit abgelehnt, so dass der Begriff des „technischen Beitrags“ derzeit keine klare gesetzliche Grundlage hat.
Eine computerimplementierte Lehre ist laut BGH dann patentfähig, wenn sie die Lösung eines konkreten technischen Problems mit technischen Mitteln zum Gegenstand hat (siehe unter anderem BGH „elektronischer Zahlungsverkehr“ PatG 1981). Solche Lösungen eines konkreten technischen Problems sind auf Patentfähigkeit zu prüfen, auch wenn sie für den Anmeldungsgegenstand von untergeordneter Bedeutung sind (vgl. BGH „Steuerungseinrichtung für Untersuchungsmodalitäten“ PatG 1981).

## Indizien für das Vorliegen eines technischen Beitrags
- Das Programm ist in technische Abläufe eingebunden, beispielsweise: Aufarbeitung von Messergebnissen, Überwachung technischer Einrichtungen, regelnde Außenwirkung (vgl. BGH Antiblockiersystem PatG 1968).

- Die Lösung ist durch eine auf technischen Überlegungen beruhende Erkenntnis und deren Umsetzung geprägt, beispielsweise: Prüfung und Vergleich von Daten als Zwischenschritt im Rahmen der Herstellung technischer Gegenstände (vgl. BGH Logikverifikation (Beschluss)).

- Das Programm betrifft die Funktion der Datenverarbeitungsanlage als solche und ermöglicht damit das unmittelbare Zusammenwirken ihrer Elemente (vgl. BGH Seitenpuffer (Beschluss) PatG 1968).

- Das Programm lehrt den bestimmten Aufbau einer Datenverarbeitungsanlage oder eine solche Anlage auf eigenartige Weise zu benutzen (vgl. BGH Seitenpuffer (Beschluss) PatG 1968).